# Lekkoatletyka na Letnich Igrzyskach Olimpijskich 1984 – bieg na 100 m kobiet
Bieg na 100 metrów kobiet podczas XXIII Letnich Igrzysk Olimpijskich w Los Angeles rozegrano 4 (eliminacje i ćwierćfinały) i 5 sierpnia 1984 (półfinały i finał) na stadionie Los Angeles Memorial Coliseum. Zwyciężczynią została reprezentantka Stanów Zjednoczonych Evelyn Ashford, która w finale ustanowiła rekord olimpijski uzyskując czas 10,97 s.

## Rekordy

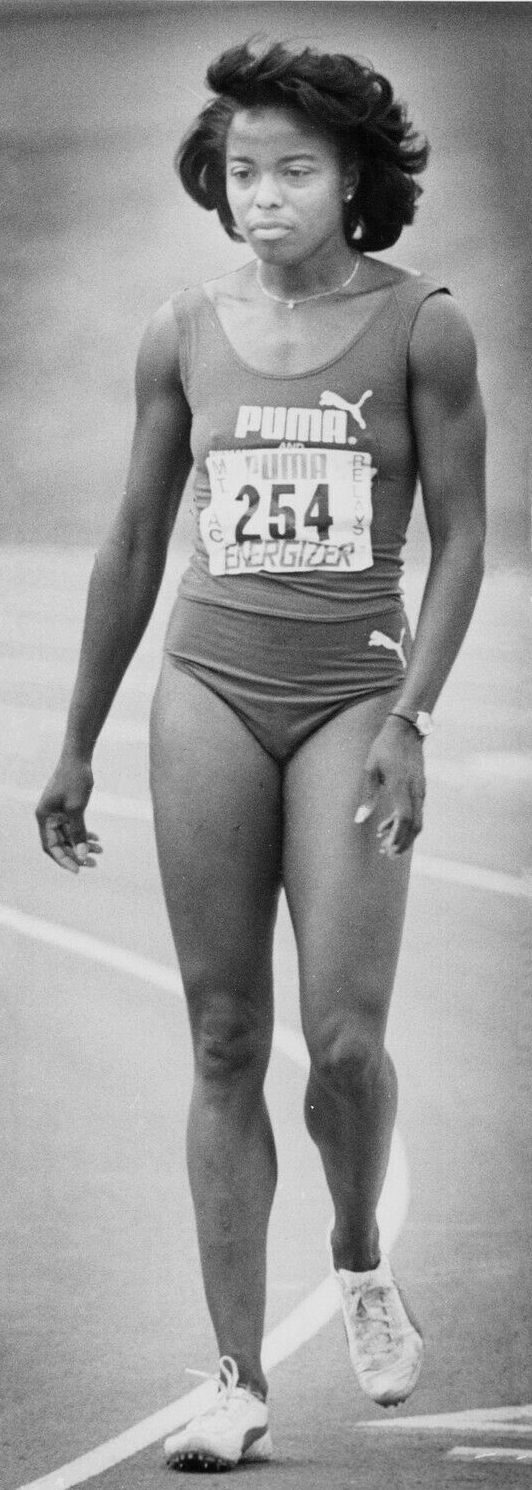
Evelyn Ashford

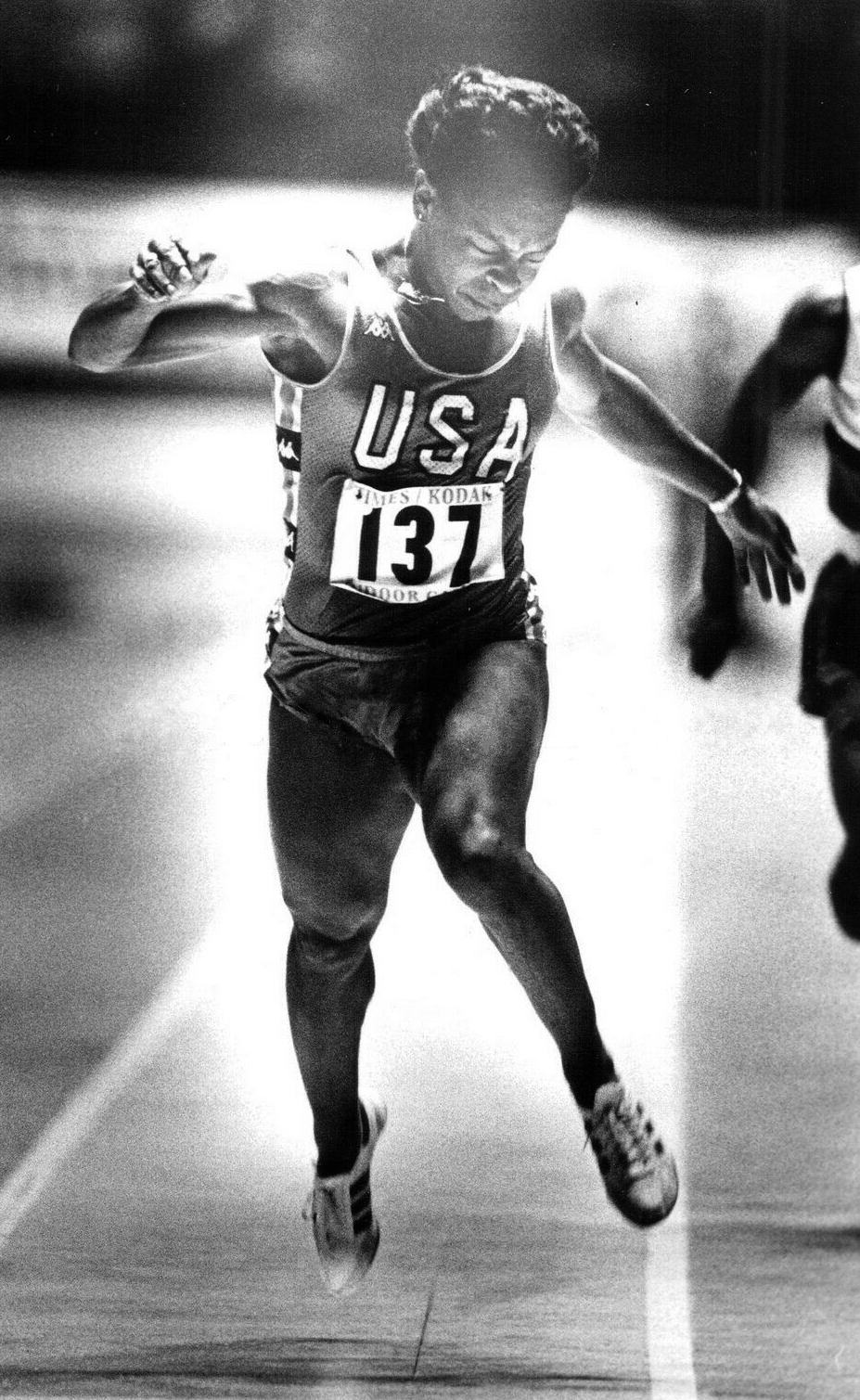
Alice Brown

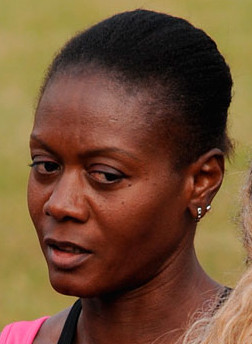
Merlene Ottey-Page

|                   | Zawodniczka      | Narodowość        | Czas  | Data               | Miejsce          |
| ----------------- | ---------------- | ----------------- | ----- | ------------------ | ---------------- |
| Rekord świata     | Evelyn Ashford   | Stany Zjednoczone | 10,79 | 3 lipca 1984(dts)  | Colorado Springs |
| Rekord olimpijski | Annegret Richter | RFN               | 11,01 | 25 lipca 1976(dts) | Montreal         |

## Wyniki
| Poz. - pozycja |
| – rekord świata \| – rekord krajowy \| – rekord życiowy \| = – wyrównany rekord życiowy \| · – najlepszy wynik w sezonie \| = – wyrównany najlepszy wynik w sezonie \| – rekord olimpijski |
| Fn – falstart \| DNF – nie ukończyła \| DNS – nie wystartowała \| DSQ – zdyskwalifikowana                                                                                                  |

### Eliminacje
Rozegrano sześć biegów eliminacyjnych. Do ćwierćfinałów awansowało po pięć najlepszych zawodniczek z każdego biegu (Q) oraz dwie z najlepszymi czasami spośród pozostałych (q).

#### Bieg 1
Wiatr: +0,5 m/s
| Poz. | Zawodniczka           | Narodowość        | Rezultat | Uwagi |
| ---- | --------------------- | ----------------- | -------- | ----- |
| 1    | Jeanette Bolden       | Stany Zjednoczone | 11,25    | Q     |
| 2    | Rose-Aimée Bacoul     | Francja           | 11,36    | Q     |
| 3    | Els Vader             | Holandia          | 11,43    | Q     |
| 4    | Gillian Forde         | Trynidad i Tobago | 11,76    | Q     |
| 5    | Ruth Enang Mesode     | Kamerun           | 11,81    | Q     |
| 6    | Semra Aksu            | Turcja            | 11,86    |       |
| 7    | Barbara Ingiro        | Papua-Nowa Gwinea | 12,19    |       |
| 8    | Eugenia Osho-Williams | Sierra Leone      | 10,96    |       |

#### Bieg 2
Wiatr: –0,2 m/s
| Poz. | Zawodniczka                   | Narodowość | Rezultat | Uwagi |
| ---- | ----------------------------- | ---------- | -------- | ----- |
| 1    | Pauline Davis                 | Bahamy     | 11,51    | Q     |
| 2    | Juliet Cuthbert               | Jamajka    | 11,83    | Q     |
| 3    | Christa Schumann-Lottmann     | Gwatemala  | 12,04    | Q     |
| 4    | Françoise M’Pika              | Kongo      | 12,54    | Q     |
| 5    | Binta Jambane                 | Mozambik   | 12,55    | Q     |
| 6    | Miriama Tuisorisori-Chambault | Fidżi      | 13,04    |       |

#### Bieg 3
Wiatr: +1,4 m/s
| Poz. | Zawodniczka          | Narodowość        | Rezultat | Uwagi |
| ---- | -------------------- | ----------------- | -------- | ----- |
| 1    | Evelyn Ashford       | Stany Zjednoczone | 11,06    | Q     |
| 2    | Grace Jackson        | Jamajka           | 11,24    | Q     |
| 3    | Heather Oakes        | Wielka Brytania   | 11,32    | Q     |
| 4    | Teresa Rioné         | Hiszpania         | 11,55    | Q     |
| 5    | France Gareau        | Kanada            | 11,66    | Q     |
| 6    | Doris Wiredu         | Ghana             | 11,85    | q     |
| 7    | Jabou Jawoi          | Gambia            | 12,10    |       |
| 8    | Walapa Tangjitsusorn | Tajlandia         | 12,18    |       |

#### Bieg 4
Wiatr: +1,0 m/s
| Poz. | Zawodniczka      | Narodowość          | Rezultat | Uwagi |
| ---- | ---------------- | ------------------- | -------- | ----- |
| 1    | Alice Brown      | Stany Zjednoczone   | 11,15    | Q     |
| 2    | Liliane Gaschet  | Francja             | 11,42    | Q     |
| 3    | Angela Bailey    | Kanada              | 11,56    | Q     |
| 4    | Esmeralda Garcia | Brazylia            | 11,63    | Q     |
| 5    | Cécile Ngambi    | Kamerun             | 11,57    | Q     |
| 6    | Evelyn Farrell   | Antyle Holenderskie | 11,94    |       |
| 7    | Lee Young-sook   | Korea Południowa    | 12,06    |       |
| 8    | Divina Estrella  | Dominikana          | 12,25    |       |

#### Bieg 5
Wiatr: +0,2 m/s
| Poz. | Zawodniczka        | Narodowość      | Rezultat | Uwagi |
| ---- | ------------------ | --------------- | -------- | ----- |
| 1    | Angella Taylor     | Kanada          | 11,23    | Q     |
| 2    | Helinä Marjamaa    | Finlandia       | 11,43    | Q     |
| 3    | Shirley Thomas     | Wielka Brytania | 11,91    | Q     |
| 4    | Felicia Candelario | Dominikana      | 12,12    | Q     |
| 5    | Nzaeli Kyomo       | Tanzania        | 12,26    | Q     |
| 6    | Maya Benzoor       | Izrael          | 12,30    |       |
| 7    | Grace-Ann Dinkins  | Liberia         | 12,35    |       |
| 8    | Gisèle Ongollo     | Gabon           | 12,40    |       |

#### Bieg 6
Wiatr: +2,4 m/s
| Poz. | Zawodniczka        | Narodowość        | Rezultat | Uwagi |
| ---- | ------------------ | ----------------- | -------- | ----- |
| 1    | Merlene Ottey-Page | Jamajka           | 11,26w   | Q     |
| 2    | Heidi-Elke Gaugel  | RFN               | 11,38w   | Q     |
| 3    | Marie-France Loval | Francja           | 11,51w   | Q     |
| 4    | Eldece Clarke      | Bahamy            | 11,61w   | Q     |
| 5    | Angela Williams    | Trynidad i Tobago | 11,74w   | Q     |
| 6    | Lydia de Vega      | Filipiny          | 11,85w   | q     |
| 7    | Ruperta Charles    | Antigua i Barbuda | 12,04w   |       |
| 8    | Marie-Ange Wirtz   | Seszele           | 12,61w   |       |

### Ćwierćfinały
Rozegrano cztery biegi ćwierćfinałowe. Do półfinałów awansowały po cztery najlepsze zawodniczki z każdego biegu.

#### Bieg 1
Wiatr: –1,4 m/s
| Poz. | Zawodniczka       | Narodowość        | Rezultat | Uwagi |
| ---- | ----------------- | ----------------- | -------- | ----- |
| 1    | Evelyn Ashford    | Stany Zjednoczone | 11,21    | Q     |
| 2    | Angela Bailey     | Kanada            | 11,47    | Q     |
| 3    | Heidi-Elke Gaugel | RFN               | 11,50    | Q     |
| 4    | Liliane Gaschet   | Francja           | 11,51    | Q     |
| 5    | Els Vader         | Holandia          | 11,56    |       |
| 6    | Angela Williams   | Trynidad i Tobago | 11,89    |       |
| 7    | Doris Wiredu      | Ghana             | 12,00    |       |
| 8    | Binta Jambane     | Mozambik          | 12,57    |       |

#### Bieg 2
Wiatr: –0,3 m/s
| Poz. | Zawodniczka        | Narodowość        | Rezultat | Uwagi |
| ---- | ------------------ | ----------------- | -------- | ----- |
| 1    | Merlene Ottey-Page | Jamajka           | 11,21    | Q     |
| 2    | Rose-Aimée Bacoul  | Francja           | 11,37    | Q     |
| 3    | Angella Taylor     | Kanada            | 11,42    | Q     |
| 4    | Cécile Ngambi      | Kamerun           | 11,82    | Q     |
| 5    | Gillian Forde      | Trynidad i Tobago | 11,86    |       |
| 6    | Lydia de Vega      | Filipiny          | 11,97    |       |
| 7    | Shirley Thomas     | Wielka Brytania   | 12,13    |       |
| 8    | Françoise M’Pika   | Kongo             | 12,60    |       |

#### Bieg 3
Wiatr: –2,3 m/s
| Poz. | Zawodniczka               | Narodowość        | Rezultat | Uwagi |
| ---- | ------------------------- | ----------------- | -------- | ----- |
| 1    | Alice Brown               | Stany Zjednoczone | 11,35    | Q     |
| 2    | Helinä Marjamaa           | Finlandia         | 11,51    | Q     |
| 3    | Heather Oakes             | Wielka Brytania   | 11,54    | Q     |
| 4    | Juliet Cuthbert           | Jamajka           | 11,71    | Q     |
| 5    | Eldece Clarke             | Bahamy            | 11,85    |       |
| 6    | France Gareau             | Kanada            | 11,88    |       |
| 7    | Christa Schumann-Lottmann | Gwatemala         | 12,23    |       |
| –    | Felicia Candelario        | Dominikana        | DNS      |       |

#### Bieg 4
Wiatr: –0,5 m/s
| Poz. | Zawodniczka        | Narodowość        | Rezultat | Uwagi |
| ---- | ------------------ | ----------------- | -------- | ----- |
| 1    | Grace Jackson      | Jamajka           | 11,38    | Q     |
| 2    | Jeanette Bolden    | Stany Zjednoczone | 11,42    | Q     |
| 3    | Marie-France Loval | Francja           | 11,56    | Q     |
| 4    | Pauline Davis      | Bahamy            | 11,61    | Q     |
| 5    | Teresa Rioné       | Hiszpania         | 11,76    |       |
| 6    | Esmeralda Garcia   | Brazylia          | 11,82    |       |
| 7    | Ruth Enang Mesode  | Kamerun           | 12,02    |       |
| 8    | Nzaeli Kyomo       | Tanzania          | 12,53    |       |

### Półfinały
Rozegrano dwa biegi półfinałowe. Do finału awansowały po cztery najlepsze zawodniczki z każdego biegu.

#### Bieg 1
Wiatr: –0,3 m/s
| Poz. | Zawodniczka        | Narodowość        | Rezultat | Uwagi |
| ---- | ------------------ | ----------------- | -------- | ----- |
| 1    | Evelyn Ashford     | Stany Zjednoczone | 11,03    | Q     |
| 2    | Merlene Ottey-Page | Jamajka           | 11,17    | Q     |
| 3    | Grace Jackson      | Jamajka           | 11,27    | Q     |
| 4    | Angella Taylor     | Kanada            | 11,36    | Q     |
| 5    | Helinä Marjamaa    | Finlandia         | 11,37    |       |
| 6    | Marie-France Loval | Francja           | 11,64    |       |
| 7    | Liliane Gaschet    | Francja           | 11,68    |       |
| 8    | Cécile Ngambi      | Kamerun           | 11,91    |       |

#### Bieg 2
Wiatr: –1,8 m/s
| Poz. | Zawodniczka       | Narodowość        | Rezultat | Uwagi |
| ---- | ----------------- | ----------------- | -------- | ----- |
| 1    | Alice Brown       | Stany Zjednoczone | 11,31    | Q     |
| 2    | Jeanette Bolden   | Stany Zjednoczone | 11,48    | Q     |
| 3    | Angela Bailey     | Kanada            | 11,54    | Q     |
| 4    | Heather Oakes     | Wielka Brytania   | 11,57    | Q     |
| 5    | Rose-Aimée Bacoul | Francja           | 11,58    |       |
| 6    | Heidi-Elke Gaugel | RFN               | 11,62    |       |
| 7    | Pauline Davis     | Bahamy            | 11,70    |       |
| 8    | Juliet Cuthbert   | Jamajka           | 11,80    |       |

### Finał
Wiatr: –1,2 m/s
| Poz. | Zawodniczka        | Narodowość        | Rezultat | Uwagi |
| ---- | ------------------ | ----------------- | -------- | ----- |
| 1    | Evelyn Ashford     | Stany Zjednoczone | 10,97    | [ 1 ] |
| 2    | Alice Brown        | Stany Zjednoczone | 11,13    |       |
| 3    | Merlene Ottey-Page | Jamajka           | 11,16    |       |
| 4    | Jeanette Bolden    | Stany Zjednoczone | 11,25    |       |
| 5    | Grace Jackson      | Jamajka           | 11,39    |       |
| 6    | Angela Bailey      | Kanada            | 11,40    |       |
| 7    | Heather Oakes      | Wielka Brytania   | 11,43    |       |
| 8    | Angella Taylor     | Kanada            | 11,62    |       |